# Kriegerdenkmal Liegau-Augustusbad

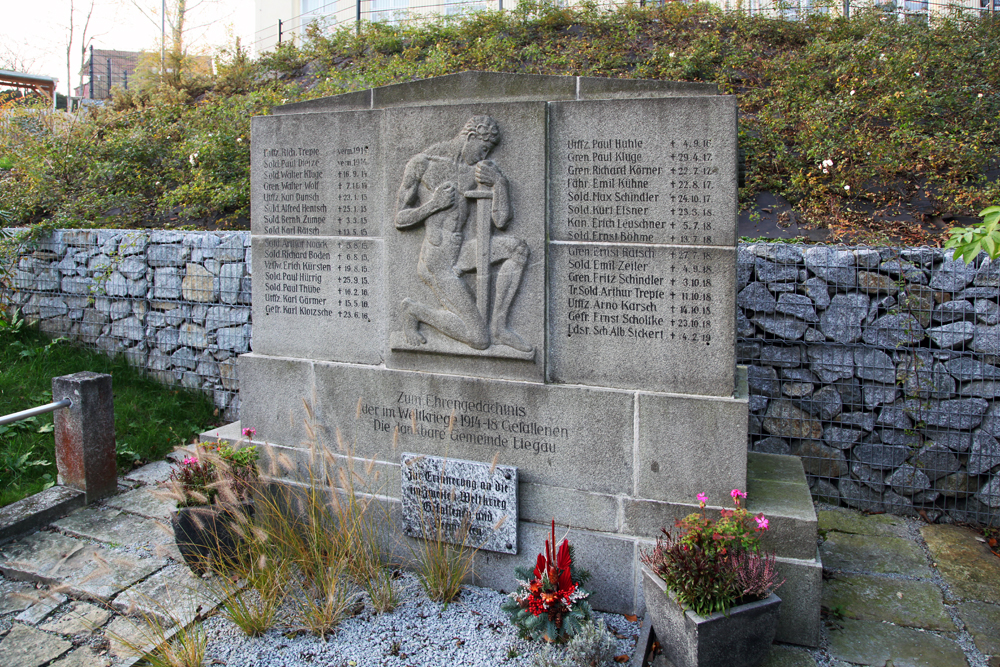
Gedenkanlage nach der Sanierung

Das Kriegerdenkmal im Radeberger Ortsteil Liegau-Augustusbad erinnert an die Opfer des Ersten und des Zweiten Weltkriegs. Die Anlage befindet sich an der Hauptstraße unterhalb der Grundschule des Ortes und steht unter Denkmalschutz.

## Ausführung
Das Ehrenmal ist aus Grünberger Granit gefertigt und zeigt in der Mitte das Relief eines knienden nackten Kriegers, der sich auf sein Schwert stützt. Links und rechts neben dem Abbild stehen jeweils 15 Namen von vermissten bzw. gefallenen Soldaten des Ersten Weltkriegs aus dem Ort. Der Sockel des Denkmals trägt die Inschrift:
Zum Ehrengedächtnis / der im Weltkriege 1914–18 Gefallenen

Die dankbare Gemeinde Liegau
Der Entwurf stammt vom Dresdner Architekten Kolb, die Herstellung erfolgte in Blasewitz.
Darunter ist 2005 eine Gedenktafel für die Opfer des Zweiten Weltkriegs angebracht worden:
Zur Erinnerung an die / im Zweiten Weltkrieg / Gefallenen und / Vermissten
Hinter dem Kriegerdenkmal dient eine Gabionenwand als Stützmauer an der Böschung. Vor dem Denkmal ist ein rechteckiger Platz mit einem kleinen Geländer abgegrenzt, in der Mitte ist ein Pflanzbeet angelegt, außerdem wurden zwei steinerne Sitzbänke errichtet. Von der Hauptstraße führt eine Treppe zum Ehrenmal, diese wird von einer Granitmauer flankiert, auf der sich zwei steinerne Kugelaufsätze befinden.

## Geschichte

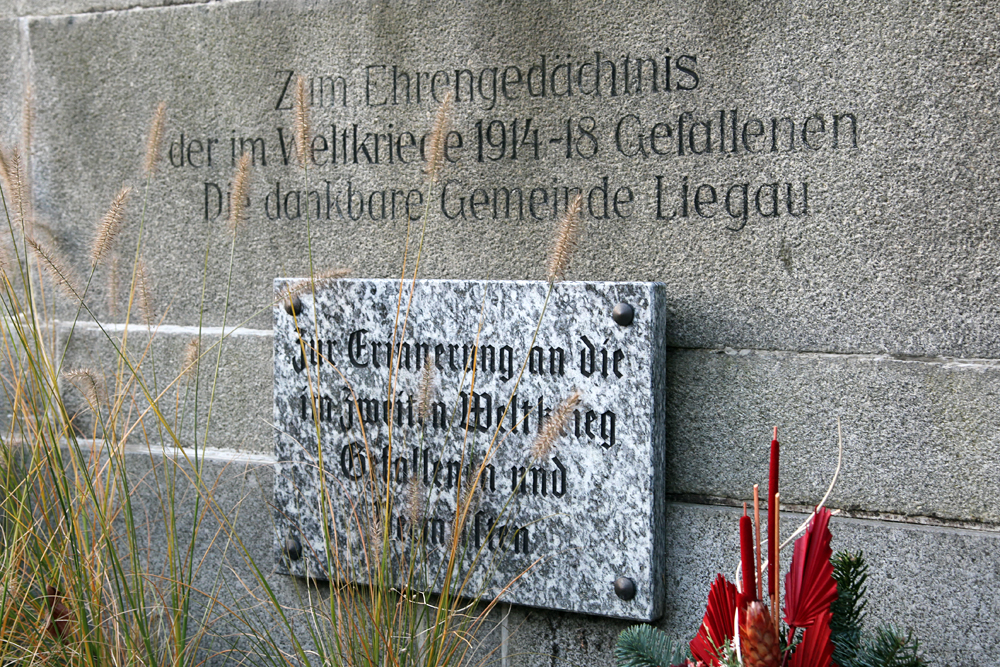
Gedenktafel für die Opfer des Zweiten Weltkriegs

Am 24. Juni 1923 wurde das Kriegerdenkmal im damaligen Schulgarten enthüllt und vom Superintendenten Dr. Heber geweiht, um an die im Ersten Weltkrieg gefallenen Soldaten aus Liegau-Augustusbad zu erinnern. Im Laufe der folgenden Jahrzehnte wurde der Ortskern mehrfach baulich verändert, was dazu führte, dass unter anderem die Treppe zum Denkmal sowie die Mauern mit den Granitkugeln verschwanden und schlussendlich nur noch der Gedenkstein und die rechteckige Freifläche davor vorhanden waren.
Auf Initiative des Heimatvereins Liegau-Augustusbad wurde am 30. April 2005 am Denkmal eine Granitplatte angebracht, um am Ehrenmal auch den Opfern des Zweiten Weltkriegs zu gedenken. Während der offiziellen Einweihung der Tafel wurden die Namen der Liegauer Opfer verlesen.
Im Jahr 2013 wurde die gesamte Denkmalanlage im Zuge der Sanierung des Ortskerns restauriert. Neben der Instandsetzung des Ehrenmals und der Fläche vor dem Denkmal wurden auch der historische Treppenaufgang zum Denkmal und die die Anlage umgebenden Mauern mitsamt den Kugelaufsätzen wieder errichtet. Gleichzeitig wurde der Treppenaufgang zur Schule, der direkt neben der Begrenzungsmauer des Denkmals verläuft, neu errichtet.
Am 17. November 2013, dem Volkstrauertag, wurde das sanierte Denkmal im Rahmen der offiziellen Radeberger Gedenkveranstaltung feierlich eingeweiht. An der Kranzniederlegung nahmen unter anderem der Liegau-Augustusbader Ortsvorsteher Gabor Kühnapfel, der Radeberger Oberbürgermeister Gerhard Lemm und Frank-Peter Wieth, der Vorsitzende der CDU-Stadtratsfraktion, teil.